# Frederick Slocum

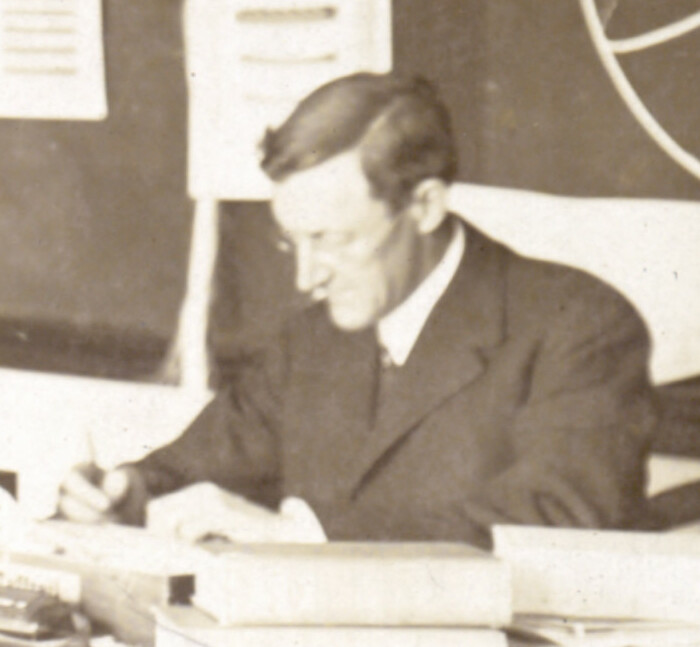
Frederick Slocum

Frederick Slocum (* 6. Februar 1873 in Fairhaven (Massachusetts); † 4. Dezember 1944 in Middleton (Massachusetts)) war ein US-amerikanischer Astronom.

## Leben
Frederick Slocum wurde am 4. Dezember 1873 als Sohn des Walfangkapitäns Frederick Slocum in Fairhaven, an der Atlantikküste Massachusetts’ gelegen, geboren. Er studierte an der Brown-Universität und wurde nach seinem Bachelor-Abschluss 1895 Mitglied der Fakultät. Es folgten dort 1896 der Masterabschluss und 1898 die Promotion mit der Arbeit „The Harmonic Analysis of the Tides and a Discussion of the Tides of Narragansett Bay“ (Die harmonische Analyse der Gezeiten und eine Diskussion der Tiden der Narragansett Bay) im Fach Physik.
Er unterrichtete zunächst Mathematik, wechselte aber 1900 als Assistant Professor unter Winslow Upton zur Astronomie.
Das akademische Jahr 1908–1909 verbrachte Slocum am Königlichen astrophysikalischen Observatorium in Potsdam, wo er sich mit Methoden der Spektroskopie und Fotometrie beschäftigte. Nach seiner Rückkehr ging er an das Yerkes-Observatorium der Universität Chicago und befasste sich mit Sonnenbeobachtungen und Parallaxenbestimmungen.

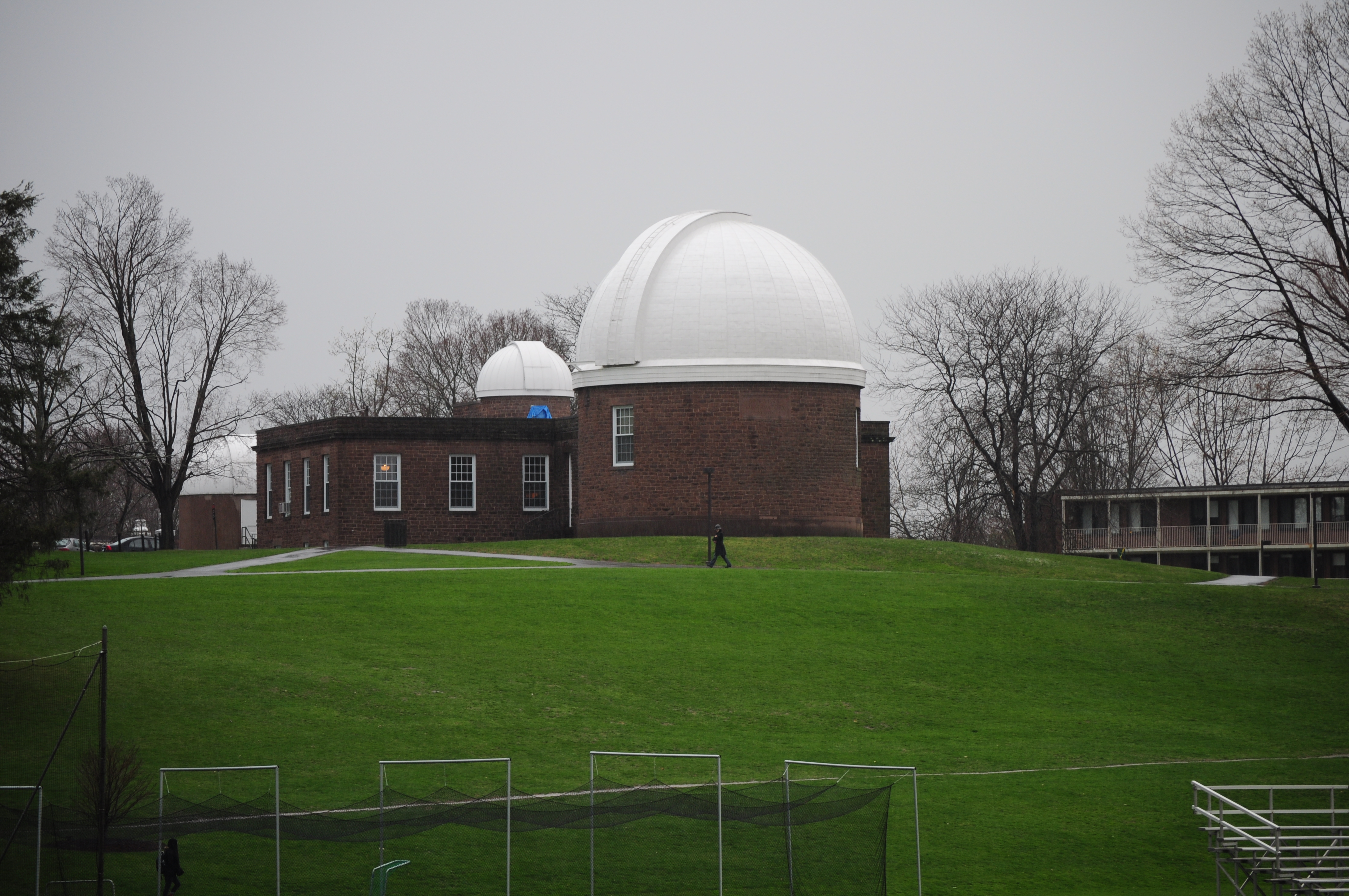
Van-Vleck-Observatorium

1914 nahm er einen Ruf der Wesleyan University als Astronomieprofessor und Direktor des zu planenden und neu zu errichtenden Van-Vleck-Observatoriums an. Bedingt durch den Ersten Weltkrieg konnte die bei der Schott AG in Deutschland bestellte Teleskoplinse nicht fristgerecht geliefert werden. 1917 unterbrach er seine astronomischen Forschungen und unterrichtete Navigation, zunächst für das United States Shipping Board und anschließend an der Brown-Universität. 1920 konnte endlich der Observatoriumsbetrieb mit einer 20-Zoll-Apertur, sie sogar etwas größer als ursprünglich geplant war, aufgenommen werden.
Das von Slocum verfolgte Programm des Observatoriums bestand in der Vermessung von Parallaxen, aber er arbeitete auch in der Sonnenastronomie. Er beobachtete die Sonnenfinsternisse von 1925 und 1932. Bei der ersten lag das Van-Vleck-Observatorium sogar im Totalitätsbereich, eine Expedition zur Sonnenfinsternis 1927 nach Norwegen scheiterte an den schlechten Wetterbedingungen. Der Arbeit am Observatorium ging er bis 1942 nach, unterbrochen nur von einem Aufenthalt am Mount-Wilson-Observatorium von 1932 bis 1933. Nun war es auch der Zweite Weltkrieg, der sich auf seine Arbeit auswirkte. Seine Mitarbeiter wurden 1942 abgezogen, er übernahm alle Astronomiekurse und gab zusätzliche Kurse in Navigation. Ende des Sommers 1944 verschlechterte sich sein Gesundheitszustand rapide, er starb am  4. Dezember 1944 im Alter von 71 Jahren.
Slocum war seit seiner Dozentenzeit an der Brown-Universität mit Carrie E. Tripp verheiratet, die ihn überlebte. Er war Mitglied mehrerer wissenschaftlicher Gesellschaften, darunter American Association for the Advancement of Science (Vizepräsident), American Astronomical Society (Vizepräsident), Société astronomique de France, Astronomische Gesellschaft und Royal Astronomical Society.

## Ehrungen
- 1908 wurde Slocum er Mitglied der Astronomischen Gesellschaft.[6]
- Am 10. November 1911 wurde er zum Fellow der Royal Astronomical Society gewählt.[7]
- 1917 wurde Slocum zum Mitglied der American Academy of Arts and Sciences gewählt.[8]
- 1938 erhielt er die Ehrendoktorwürde der Brown-Universität.[2]
- Im Jahre 1970 benannte die Internationale Astronomische Union den Mondkrater Slocum offiziell nach Slocum.[9]